# Kotiteollisuus (album)
Kotiteollisuus è il decimo album dell'omonima band heavy metal finlandese Kotiteollisuus, prima nota come Hullu ukko ja kotiteollisuus.

## Tracce
1. Hornankattila – 7:34
2. Soitellen Sotaan – 4:11
3. Raskaat Veet – 4:01
4. Sarvet Itää – 4:57
5. Kylmä Teräs – 4:44
6. Rosebud – 4:17
7. Ei Kukaan – 5:29
8. Isän Kädestä – 4:33
9. Pahanilmanlinnut – 3:16
10. Itken Seinään Päin – 4:54
11. Ainoa – 5:02
12. Taivas on Auki – 8:15

## Formazione
- Jouni Hynynen - voce, chitarra
- Janne Hongisto - basso
- Jari Sinkkonen - batteria